# Ghiocel
Ghiocelul (Galanthus L.; din limba greaca: gala - lapte, anthos - floare) este un gen de aproximativ 20 de specii de plante erbacee perene bulboase din familia Amaryllidaceae, plante care înfloresc printre primele la începutul primăverii. Plantele au două  frunze liniare și o singură floare mică, albă, care atârnă în formă de clopot, cu șase petale în două cercuri ( verticil). Petalele interioare mai mici au semne verzi.
Cel mai reprezentativ membru al genului Galanthus este Ghiocelul comun (Galanthus nivalis). Cele aproximativ 20 de specii apar din Europa Centrală și de Sud până în Orientul Apropiat și Caucaz . Au fost plante ornamentale populare de secole. Doar ghiocelul mic este originar din Europa Centrală. Alte specii apar aici în sălbăticie pe alocuri. Principala zonă de distribuție a ghiocelului este în țările din jurul Mării Negre.
Ghioceii au fost cunoscuți din cele mai vechi timpuri sub diferite denumiri, dar au fost numiți Galanthus în 1753. Pe măsură ce numărul speciilor recunoscute a crescut, s-au făcut diferite încercări de a împărți speciile în subgrupe, de obicei pe baza modelului frunzelor care apar (vernație). În epoca filogeneticii moleculare, această caracteristică s-a dovedit a fi nesigură și acum sunt recunoscute șapte clade definite molecular care corespund distribuției biogeografice a speciilor. Noi specii continuă să fie descoperite.
Majoritatea speciilor înfloresc iarna, înainte de echinocțiul de primăvară (20 sau 21 martie în emisfera nordică ), dar unele înfloresc la începutul primăverii sau la sfârșitul toamnei. Ghioceii nu trebuie confundați cu 2 plante asemănătoare, lușca (Leucojum vernum) și ghiocelul bogat (Leucojum aestivium); acestea sunt mult mai mari și au toate cele șase petale de aceeași mărime, deși unele specii de Galanthus au segmentele interioare de aceeași mărime cu cele exterioare. De asemenea sunt diferite de cele din genul Acis,

## Soiuri recomandate

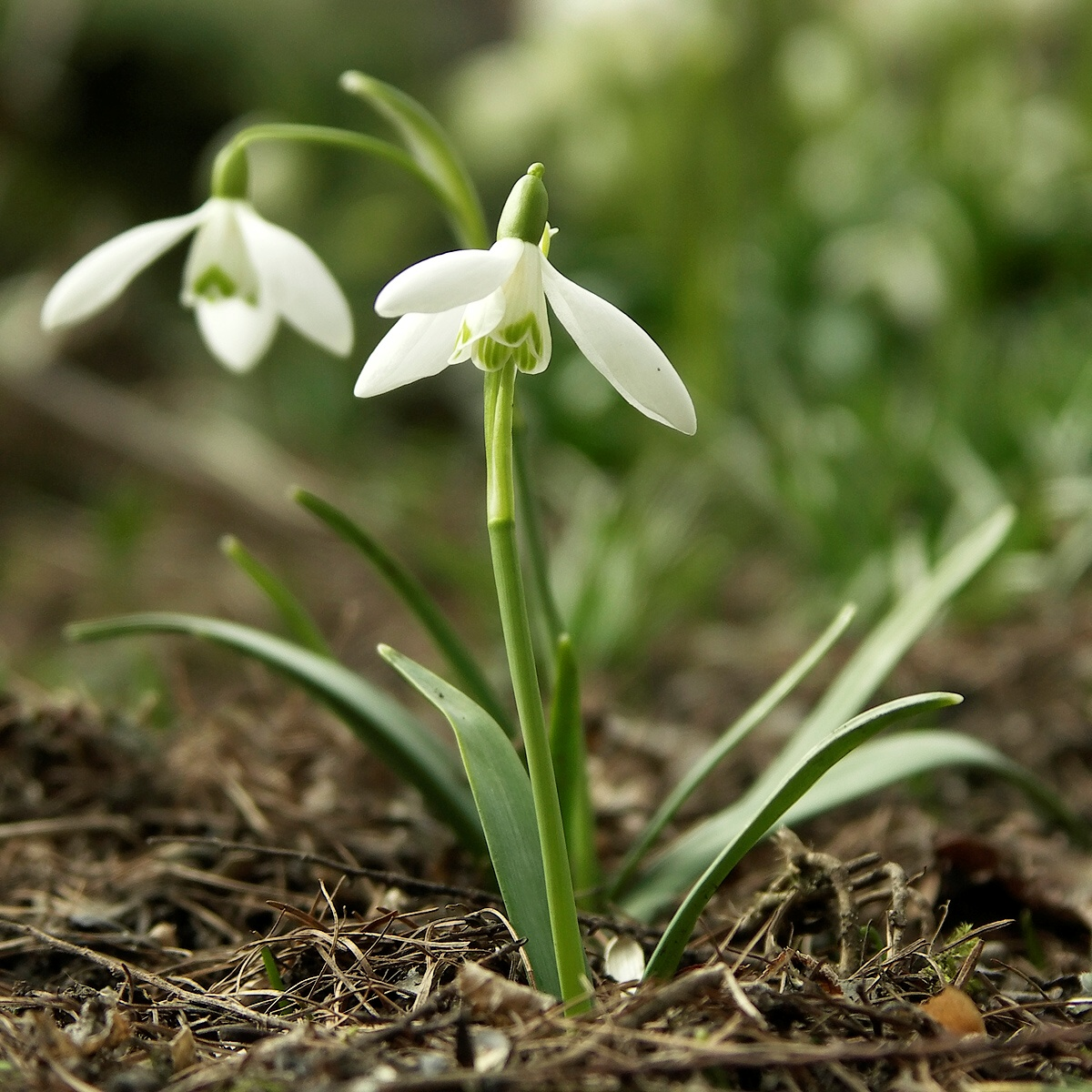
Ghiocel comun (Galanthus nivalis)

### Varietăți care înfloresc din ianuarie până în februarie
Galanthus nivalis - este un ghiocel obișnuit, care înflorește din ianuarie și care, în condiții favorabile, continuă să înflorească până în martie.
Galanthus nivalis 'Flore Peno' - este o varietate cu flori duble care se înmulțește foarte ușor.

### Varietăți care înfloresc din februarie până în martie
G.'Magnet'- este o varietate viguroasă care face flori foarte mari și formează destul de repede grupuri mari de plante.
G.nivalis Scharlockii - frunzele sunt gri-verzui,iar florile atârnă greu și nu se deschid de tot.
G.nivalis 'Pagoda'- petalele se răsucesc ușor în afară.
G.plicatus - originar din Rusia,această specie are frunze crețe.
G.nivalis 'Virescens'- deosebite la această varietate sunt marcajele verzi de pe petale,care apar atât la cele din interior,cât 
și pe cele din exterior.
G.caucasicus - frunzele sunt late,gri,iar florile mari;este printre ultimii ghiocei care înfloresc.

### Varietăți neobișnuite
Florile au un parfum subtil și sunt aproape de două ori mai mari decât florile ghioceilor obișnuiți,tulpinile ajungând până la 25 cm înălțime.
G.elwessi - florile sunt foarte mari pe tulpini de 25 de cm și au un parfum dulceag; specia e originară din Turcia.
G.ikariae - florile sunt mari, în formă de lanternă, iar frunzele late, de culoare verde deschis; și această varietate provine din Turcia și de aceea este mai potrivită pentru zonele ușor uscate.
G.nivalis 'Sandersii' - se caracterizează prin margini galbene în loc de verde ,ca la majoritatea ghioceilor;este mai greu de cultivat decât varietățile cu margini verzi și de aceea sunt destul de rare.
G.reginae-olgae - originar din zona mediteraneană și înflorește toamna;florile se deschid foarte mult, are puține frunze și trebuie plantat într-un loc uscat,parțial umbrit.

## Descriere

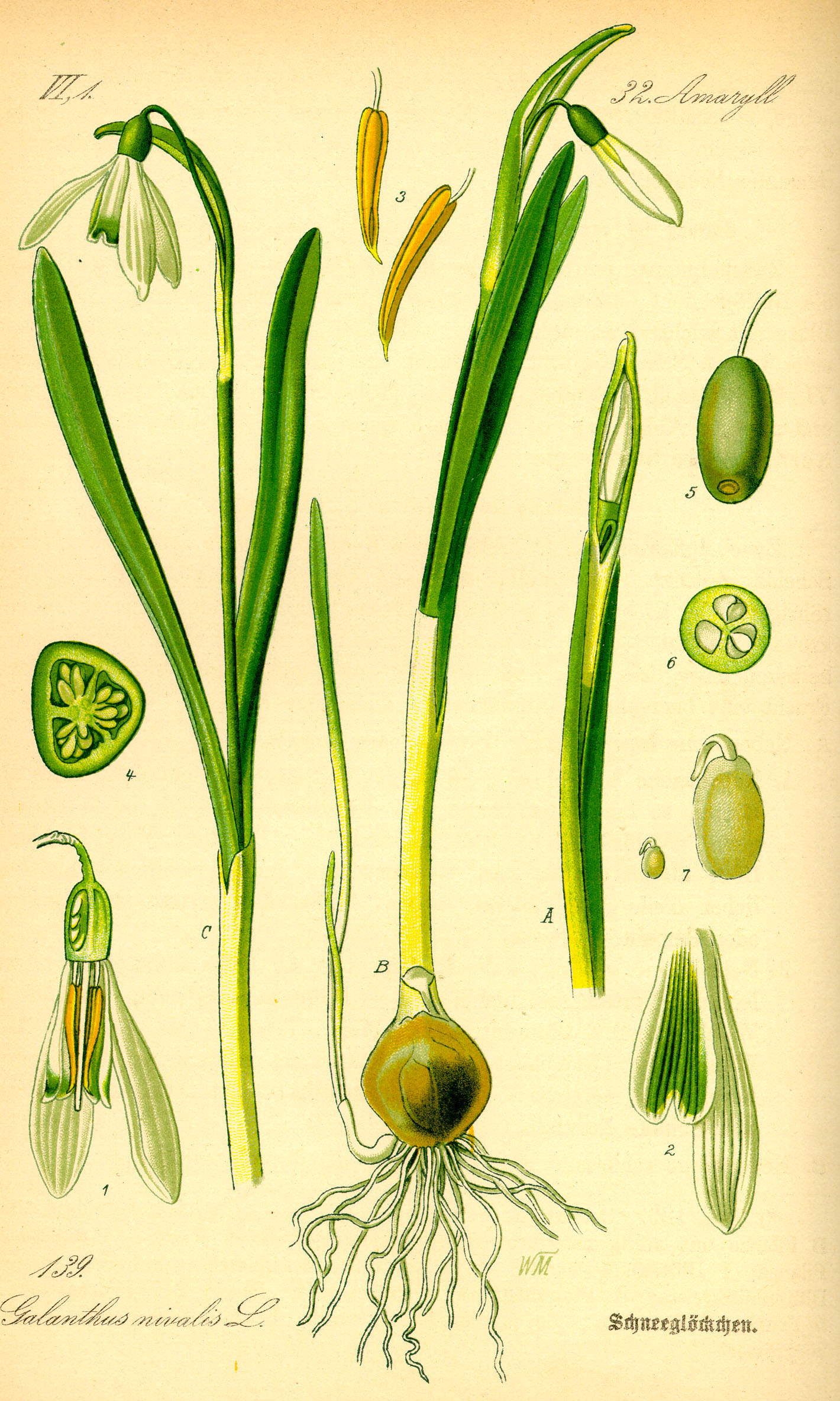
Galanthus nivalis: Flora von Deutschland, Österreich und der Schweiz, 1885

Toate speciile genului Galanthus au bulbi, frunze liniare și tulpini erecte, lipsite de frunze, cu o singură floare în vârf, sub formă de clopot. Galanthus nivalis are în jur de 15 cm înălțime și înflorește în ianuarie și februarie în zonele temperate nordice. Bulbul este globulos, acoperit cu tunici brune. La baza tulpinii se află două frunze verzi-albăstrui, liniare, plane, slab carenate. Floarea albă este actinomorfă, bisexuată, are șase petale, cele trei exterioare fiind mai mari și mai convexe decât cele interioare. De asemenea, cele interioare au câte o maculă verde verzuie sau gălbuie, în funcție de specie, situată apical. Pe cele șase antere se deschid pori sau șanțuri. Ovarul este format din trei celule, iar din el rezultă o capsulă tricelulară.
Înmulțirea se face vegetativ (asexuat) prin bulbi,  prin diviziunea atentă a lor când planta este matură, prin mutare când planta este în hibernare, imediat după ce frunzele se ofilesc; sexuat se înmulțește prin semințe.
Există numeroase varietăți de ghiocei, cu flori simple sau duble (Galanthus nivalis f. pleniflorus 'Flore Pleno'), care diferă în principiu prin mărime și floare și prin perioada de înflorire .
Anunta sosirea primaverii.

### Specii
- G. alpinus
- G. angustifolius
- G. cilicicus
- G. fosteri
- G. elwesii
- G. gracilis
- G. ikariae
- G. koenenianus
- G. krasnovii
- G. lagodechianus
- G. nivalis
- G. peshmenii
- G. platyphyllus
- G. plicatus
- G. reginae-olgae
- G. rizehensis
- G. transcaucasicus
- G. trojanus
- G. woronowii

## Distribuție și habitat
Genul Galanthus este originar din Europa și Orientul Mijlociu, din Pirineii spanioli și francezi în vest până în Caucaz și Iran în est și la sud până în Sicilia , Peloponez , Marea Egee , Turcia , Liban și Siria . Limita nordică este incertă deoarece G. nivalis a fost introdus și cultivat pe scară largă în toată Europa.  G. nivalis și alte câteva specii apreciate ca ornamentale au devenit pe scară largă naturalizat în Europa, America de Nord și alte regiuni.  În republica Udmurt a Rusiei, Galanthus se găsesc chiar și deasupra paralelei 56. 
Galanthus nivalis este cel mai cunoscut și mai răspândit reprezentant al genului Galanthus . Este originar dintr-o zonă mare a Europei, care se întinde de la Pirinei în vest, prin Franța și Germania până în Polonia în nord, Italia, nordul Greciei, Bulgaria, România, Ucraina și Turcia europeană . A fost introdus și este naturalizat pe scară largă în altă parte.  Deși este adesea considerată ca o floare sălbatică nativă britanică sau că a fost adusă în Insulele Britanice de către romani, cel mai probabil a fost introdusă la începutul secolului al XVI-lea și în prezent nu este o specie protejată în Marea Britanie.  A fost înregistrat pentru prima dată ca naturalizat în Marea Britanie în Worcestershire și Gloucestershire în 1770.  Majoritatea celorlalte specii de Galanthus sunt din estul Mediteranei, în timp ce câteva se găsesc în Caucaz , în sudul Rusiei, Georgia, Armenia și Azerbaidjan.  Galanthus fosteri se găsește în Iordania, Liban, Siria, Turcia și, probabil, Palestina . 
Cele mai multe specii de Galanthus cresc cel mai bine în pădure , în sol acid sau alcalin,  deși unele sunt specii de pășuni sau de munte.

## Istorie

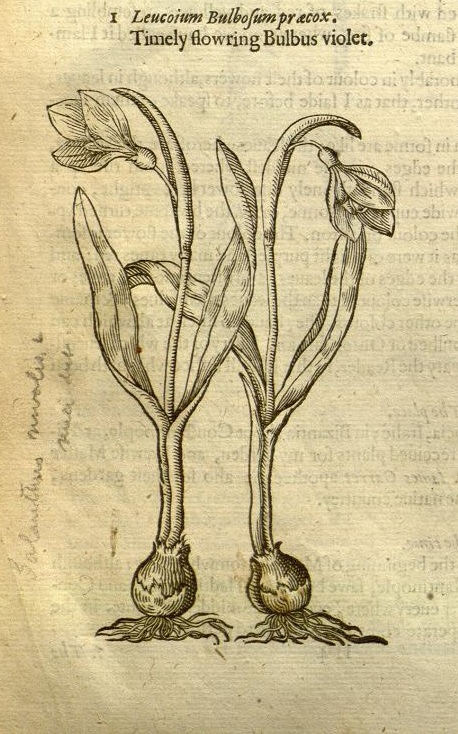
G. nivalis John Gerard, The Herball 1597 p. 120

Ghioceii sunt cunoscuți încă din timpuri timpurii, fiind descriși de autorul clasic grecesc Theophrastus , în secolul al IV-lea î.Hr., în Περὶ φυτῶν ἱστορία ( în latină : Historia plantarum , Investigarea plantelor ). El i-a dat acestuia, și plantelor asemănătoare, numele λευκόἲον (λευκος, leukos „alb” și ἰόν, ion „violet”) de la care a derivat numele de mai târziu Leucojum . El a descris planta ca „ἑπεἰ τοῖς γε χρώμασι λευκἂ καἱ οὐ λεπυριώδη” (în culoare albă și bulbi fără solzi) și trăsăturile "Ἰῶν δ' ἁνθῶν τὀ μἑν πρῶτον ἑκφαἱνεται τὁ λευκόἲον, ὅπου μἑν ό ἀἠρ μαλακώτερος εὐθὑς τοῦ χειμῶνος, ὅπου δἐ σκληρότερος ὕστερον, ἑνιαχοῡ τοῡ ἣρος" (Despre flori, primele care apar sunt cele cu violet și alb. Când clima este blândă, apare cu primul semn de iarnă, dar în climatele mai severe, mai târziu în primăvară) 
Rembert Dodoens , un botanist flamand , a descris și ilustrat această plantă în 1583, așa cum a făcut Gerard în Anglia în 1597 (folosind probabil o mare parte din materialul lui Dodoens), numind-o Leucojum bulbosum praecox (violeta bulboasă timpurie). Gerard se referă la descrierea lui Theophrastus ca Viola alba sau Viola bulbosa , folosind traducerea lui Pliniu , și comentează că planta își avea originea în Italia și „a luat stăpânire” în Anglia „cu mulți ani în urmă”.  Genul a fost numit oficial Galanthus și descris de Carl Linnaeus în 1753,  cu o singură specie, Galanthus nivalis , care este specia tip . În consecință, lui Linnaeus i se acordă autoritatea botanică . Făcând acest lucru, el a separat acest gen și specie de Leucojum ( Leucojum bulbosum trifolium minus ), un nume sub care fusese cunoscut anterior. 
În 1763, Michel Adanson a început un sistem de aranjare a genurilor în familii. Folosind sinonimul Acrocorion (scris și Akrokorion ),  el a plasat Galanthus în familia Liliaceae , secțiunea Narcissi.  Lamarck a oferit o descriere a genului în enciclopedia sa (1786),  și mai târziu în Illustrations des genres (1793).  În 1789 de Jussieu , căruia i se atribuie conceptul modern de genuri organizate în familii , a plasat Galanthus și genurile înrudite într-o diviziune .de Monocotiledonate , folosind o formă modificată a clasificării sexuale a lui Linnaeus, dar cu topografia respectivă a staminelor mai degrabă decât doar numărul lor. Făcând acest lucru, a restaurat numele Galanthus și a păstrat plasarea lor sub Narcissi, de data aceasta ca o familie (cunoscută sub numele de Ordo , la acea vreme) și s-a referit la numele vernacular francez, Perce-neige , bazat pe tendința plantelor de a împinge zăpada de primăvară timpurie.  Familia modernă de Amaryllidaceae , în care este plasat Galanthus , datează de la Jaume Saint-Hilaire(1805) care a înlocuit Narcisele lui Jussieu cu Amaryllidées .  În 1810, Brown a propus ca un subgrup de Liliaceae să fie separat pe baza poziției ovarelor și să fie numit Amaryllideae,  iar în 1813, de Candolle le-a separat prin descrierea lui Liliacées Juss. și Amaryllidées Brown ca două familii destul de separate.  Cu toate acestea, în studiul său cuprinzător al florei Franței ( Flore française , 1805–1815), el a împărțit Liliaceae într-o serie de Ordine și l-a plasat pe Galanthus în ordinul Narcisi.  Această legătură a lui Galanthus cu taxonii liliacee sau amarilidacee trebuia să dureze încă două secole până când cele două au fost divizate oficial la sfârșitul secolului al XX-lea.  Lindley (1830) a urmat acest tipar general, plasând Galanthus și genuri înrudite, cum ar fi Amaryllis și Narcissus , în Amaryllideae (pe care l-a numit Tribul Narcisului în engleză).  În 1853, numărul de plante cunoscute creștea considerabil și și-a revizuit schema în ultima sa lucrare, punând împreună pe Galanthus și celelalte două genuri în Galantheae în tribul Amarylleae, ordinul Amaryllidaceae, alianța Narcissales.  Aceste trei genuri au fost tratate împreună taxonomic de majoritatea autorilor, pe baza unui ovar inferior. Pe măsură ce numărul speciilor de plante a crescut, la fel a crescut și complexitatea taxonomică. Până când Bentham și Hooker și-au publicat Genera plantarum (1862–1883)  ordo Amaryllideae  conținea cinci triburi, iar tribul Amarylleae  3 subtriburi (vezi sistemul Bentham & Hooker ). Au plasat Galanthus în subtribul Genuinae și au inclus trei specii.

### Etimologie
Galanthus este derivat din grecescul γάλα ( gala ), care înseamnă „lapte” și ἄνθος ( anthos ) care înseamnă „floare”, făcând aluzie la culoarea florilor. Epitetul nivalis este derivat din latină , care înseamnă „ al zăpezii”.  Cuvântul „Snowdrop” - denumirea englezească - poate fi derivat din germanul Schneetropfen (picătură de zăpadă), cerceii de perle în formă de lacrimă, populari în secolele al XVI-lea și al XVII-lea.

## Ecologie

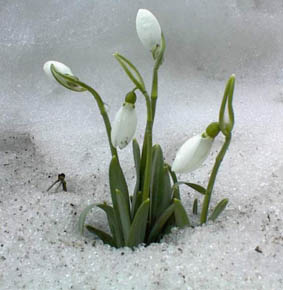
G. nivalis străpungând stratul de zăpadă

Ghioceii sunt plante erbacee rezistente care supraviețuiesc prin bulbi subterani. Sunt printre primii bulbi de primăvară care înfloresc, deși câteva forme de G. nivalis au înflorirea toamna.  În climatele mai reci, vor apărea prin zăpadă (ca în imagines alăturată). Se naturalizează relativ ușor. Acestea sunt adesea găsite în apropierea locuințelor umane și, de asemenea, în foste locuri monahale.  Frunzele mor la câteva săptămâni după ce florile s-au ofilit. Plantele de Galanthus sunt relativ viguroase și se pot răspândi rapid formând o dedublare a bulbilor. De asemenea, se răspândesc prin împrăștierea semințelor sau când animalele deranjează bulbii și apă dacă sunt perturbate de inundații.

## Protejarea unor specii
Unele specii de ghiocei sunt amenințate în habitatele lor sălbatice din cauza distrugerii habitatului , a colectării ilegale și a schimbărilor climatice .  În majoritatea țărilor, colectarea bulbilor din sălbăticie este acum ilegală. Conform reglementărilor CITES , comerțul internațional cu orice cantitate de Galanthus , fie că sunt bulbi, plante vii sau chiar moarte, este ilegal fără un permis CITES.  Acest lucru se aplică hibrizilor și soiurilor denumite, precum și speciilor. CITES enumeră toate speciile, dar permite un comerț limitat cu bulbi culesi în sălbăticie de doar trei specii ( G. nivalis , G. elwesii și G. woronowii ) din Turcia și Georgia.  Un număr de specii se află pe Lista Roșie a speciilor amenințate IUCN , starea de conservare fiind următoarea: G. trojanus ca fiind pe cale critică de dispariție ,  patru specii vulnerabile , G. nivalis este aproape amenințată  și câteva specii arată o scădere a populațiilor.  G. panjutinii este considerat pe cale de dispariție . Unul dintre cele cinci locuri cunoscute unde exista, la Soci, a fost distrus de pregătirile pentru Jocurile Olimpice de iarnă din 2014. 

## Cultivare
Speciile și soiurile Galanthus sunt extrem de populare ca simboluri ale primăverii și sunt comercializate mai mult decât orice alt gen de bulbi ornamentali din surse sălbatice. Milioane de becuri sunt exportate anual din Turcia și Georgia .  De exemplu, cotele de export pentru 2016 pentru G. elwesii au fost de 7 milioane pentru Turcia.  Cotele pentru G. worononowii au fost de 5 milioane pentru Turcia și 15 milioane pentru Georgia.  Aceste cifre includ atât bulbi sălbatici, cât și bulbi înmulțiți artificial.

### Grădini cu ghiocei

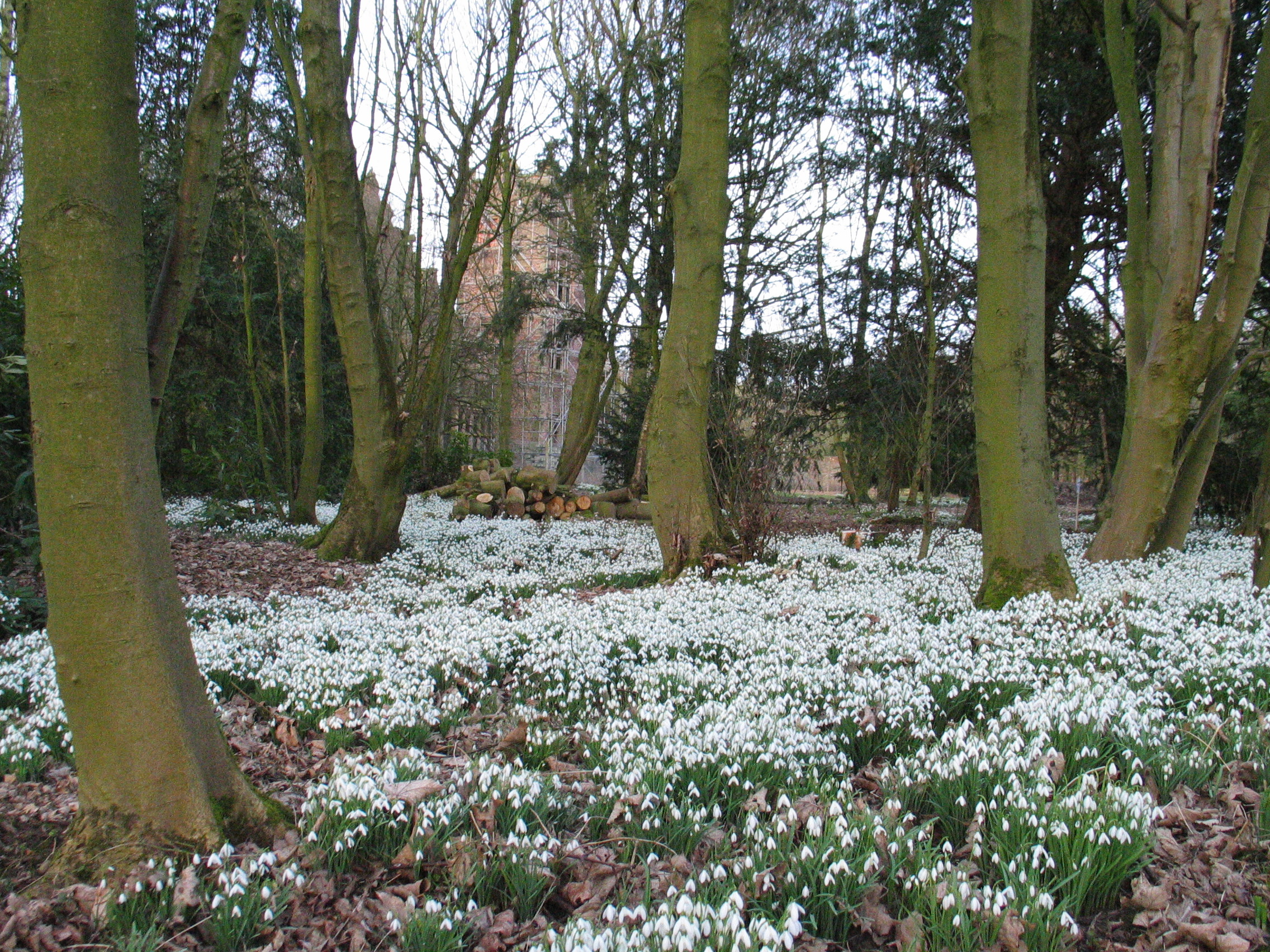
Covor ghiocel la Bank Hall, Bretherton, Marea Britanie, în februarie 2009

Celebrați ca semn al primăverii, ghioceii pot forma covoare albe impresionante în zonele în care sunt nativi sau au fost naturalizați. Aceste afișaje pot atrage un număr mare de vizitatori.  Există o serie de grădini cu ghiocei în Anglia, Țara Galilor, Scoția și Irlanda.  Mai multe grădini se deschid special în februarie pentru ca vizitatorii să admire florile. Șaizeci de grădini au participat la primul Festival de Ghiocei din Scoția (1 februarie-11 martie 2007).  Mai multe grădini din Anglia se deschid în timpul sezonului de ghiocei pentru National Gardens Scheme (NGS) și în Scoția pentru Scotland's Gardens. Parcul Colesbourne din Gloucestershireeste una dintre cele mai cunoscute dintre grădinile engleze cu ghiocei, fiind casa lui Henry John Elwes , un colecționar de exemplare de Galanthus și după care poartă numele Galanthus elwesii .

### Cultivare
Sunt cunoscute numeroase soiuri de Galanthus nivalis cu flori simple și duble , precum și alte câteva specii de Galanthus , în special G. plicatus și G. elwesii . De asemenea, există mulți hibrizi între acestea și alte specii (mai mult de 500 de soiuri sunt descrise în cartea lui Bishop, Davis și Grimshaw, plus liste cu multe soiuri care s-au pierdut acum și altele nevăzute de autori). Ele diferă în special prin dimensiunea, forma și marcajele florii, perioada de înflorire și alte caracteristici, de interes în principal pentru colecționatorii pasionați (chiar fanatici) de ghiocei, cunoscuți sub numele de "galantofili", care țin întâlniri în care soiurile mai rare . schimba mâinile.   Soiuri și forme cu flori duble, cum ar fi extrem de comun Galanthus nivalis f. pleniflorus „Flore Pleno”, poate fi mai puțin atractiv pentru unii oameni, dar pot avea un impact vizual mai mare într-un cadru de grădină. Sunt cultivate și culturi cu semne galbene și ovare, mai degrabă decât verdele obișnuit, cum ar fi „Wendy’s Gold”.  Mulți hibrizi au apărut și în cultură. 

### Premii
Începând cu iulie 2017 , următoarele au câștigat Premiul Royal Horticultural Society pentru meritul în grădină : 
- Galanthus „Ailwyn”
- Galanthus „Atkinsii”
- Galanthus „Bertram Anderson”
- Galanthus elwesii
- Galanthus elwesii „Cometa”
- Galanthus elwesii „Godfrey Owen”
- Galanthus elwesii „Mrs Macnamara”
- Galanthus elwesii var. monostictus
- Galanthus „John Gray”
- Galanthus „Lady Beatrix Stanley”
- Galanthus „Magnet”
- Galanthus „Merlin”
- Galanthus nivalis
- Galanthus nivalis f. pleniflorus „Flore Pleno”
- Galanthus nivalis „Viridapice”
- Galanthus plicatus
- Galanthus plicatus „Augustus”
- Galanthus plicatus „Diggory”
- Galanthus plicatus „Trei nave”
- Galanthus reginae-olgae subsp. reginae-olgae
- Galanthus 'S. Arnott'
- Galanthus „Spindlestone Surprise”
- Galanthus „Straffan”
- Galanthus „Trumps”
- Galanthus woronowii

### Propagare
Înmulțirea se face prin bulbi decalați, fie prin împărțirea atentă a pâlcurilor în plină creștere („în verde”), fie îndepărtată când plantele sunt latente, imediat după ce frunzele s-au ofilit; sau prin semințele semănate fie la coacere, fie primăvara. Cultivatorii profesioniști și amatorii pasionați folosesc, de asemenea, metode precum „ scalarea dublă ” pentru a crește rapid stocul de soiuri alese.

## Toxicitate
Ghioceii conțin o lectină activă sau aglutinină numită GNA pentru aglutinina Galanthus nivalis.

## Substanțe active
În 1983, Duvoisin a sugerat că planta misterioasă care apare în Odiseea lui Homer este de fapt un ghiocel. O substanță activă din ghiocel este numită galantamină, care, precum anticolinesteraza, putea acționa ca antidot contra otrăvurilor lui Circe. În plus, susțin această noțiune notele făcute în cursul secolului al IV-lea î.Hr. de savantul grec Theophrastus , care a scris în Historia plantarum că moly a fost „folosit ca antidot împotriva otrăvurilor”, deși împotriva căror otrăvuri a fost eficientă rămâne neclar. Galantamina poate fi utilă în tratamentul bolii Alzheimer, deși nu este un leac; substanța apare și în alte plante, precum narcisa.

## În cultura populară
Blow, northern wind; fall snow;
And thou—my loved and dear,
See, in this waste of burthened cloud
How Spring is near!

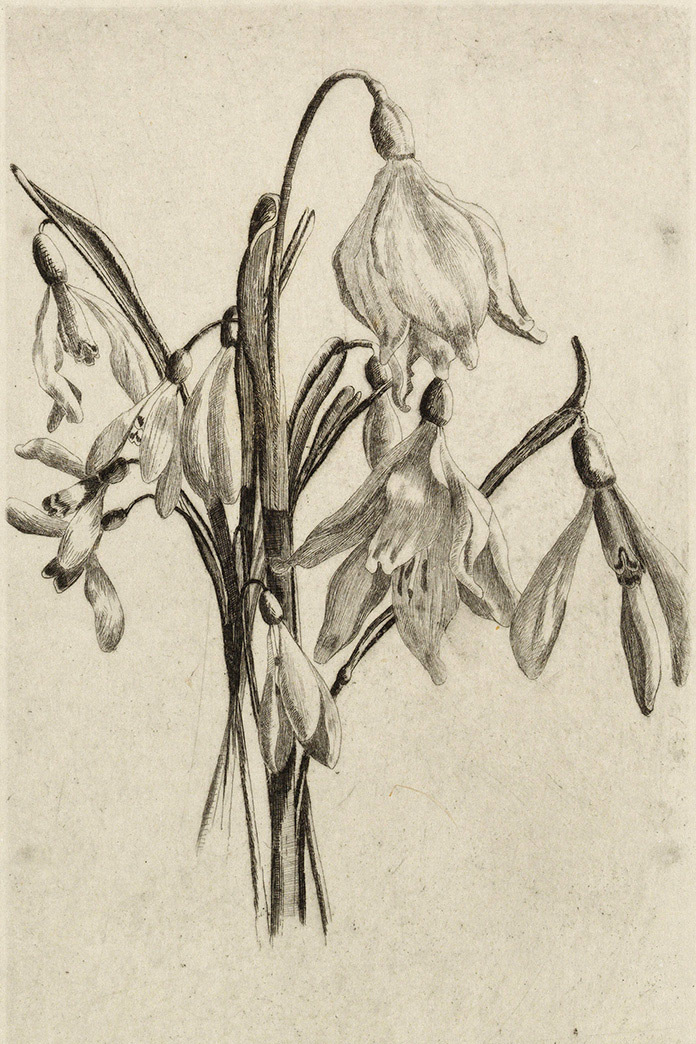
Desen de Franz Hoffmann-Fallersleben

Ghioceii ocupă un loc proeminent în artă și literatură,  adesea ca simbol în poezia primăverii, purității și religiei (vezi mai jos secțiunea Simboluri ), cum ar fi poemul lui Walter de la Mare Ghiocelul (1929).  În această poezie, el a asemănat triplele tepale din fiecare spirală („Un triplet de zăpadă verde-creionată”) cu Sfânta Treime .  A folosit de mai multe ori imagini de ghiocei în poezia sa, cum ar fi Blow, Northern Wind (1950) – vezi alăturat.  Un alt exemplu este poemul Ghiocelul . de Letitia Elizabeth Landon în care ea întreabă „Tu zână dar de vară, De ce înflori acum?”
- În piesa de basm Cele douăsprezece luni de scriitorul rus Samuil Marshak , o regină lacomă decretă că un coș cu monede de aur va fi răsplătit oricui îi poate aduce florile de galanthus în plină iarnă. O tânără orfană este trimisă în timpul unei furtuni de zăpadă de cruda ei mamă vitregă să găsească spiritele celor 12 luni ale anului, care au milă de ea și nu numai că o salvează de la îngheț până la moarte, dar o fac și posibilă aduna florile chiar si iarna. Filmul de animație tradițional sovietic The Twelve Months (1956) , filmul Lenfilm The Twelve Months (1972) și filmul anime Twelve Months (1980) (Sekai meisaku dowa mori wa ikiteiru în Japonia) se bazează pe această piesă de basm.
- „Snowdrops” a fost porecla pe care britanicii l-au dat în timpul celui de-al Doilea Război Mondial poliției militare a Armatei Statelor Unite (care erau staționați în Marea Britanie pregătind invadarea continentului) pentru că purtau o cască albă, mănuși, ghetre și Sam Browne centură pe uniformele lor de culoare măsliniu.
- În basmul german, Albă ca Zăpada și cei șapte pitici , „ghiocel” este folosit ca nume alternativ pentru Prințesa Albă ca Zăpada .
- Nuvela Ghiocelul de Hans Christian Andersen urmărește soarta unui ghiocel de la un bec care se străduiește spre lumină până la o floare culesă, plasată într-o carte de poezie.
- Compozitorul rus Ceaikovski a scris o serie de 12 piese pentru pian, fiecare numită după o lună a anului, cu un al doilea nume sugerând ceva asociat cu luna respectivă. Piesa sa din „aprilie” este subnumită „Snow Drop”. Clima rusească având o primăvară mai târzie, iar iarna se termină puțin mai târziu decât în alte locuri.
- Johann Strauss al II-lea și -a numit valsul de mare succes Schneeglöckchen (ghioceii) op. 143 după această floare. Inspirația este evidentă mai ales în introducerea violoncelului și în desfășurarea lentă a valsului de deschidere. Strauss a compus această piesă pentru o cină a Ambasadei Ruse, susținută la sala de bal Sperl din Viena , la 2 decembrie 1853, dar nu a interpretat-o public până în anul 1854. Banchetul Sperl a fost susținut în onoarea Excelenței sale Frau Maria von Kalergis , fiica lui. Diplomatul rus și ministrul de externe contele Karl Nesselrode, iar Strauss i-a dedicat și valsul său.

### Simbolism
Numele timpurii se referă la asocierea cu sărbătoarea religioasă a Lumânăriei (2 februarie) - perioada optimă de înflorire a plantei - la care tinerele, îmbrăcate în alb, mergeau în procesiune solemnă în comemorarea Purificării Fecioarei , un nume alternativ pentru ziua sărbătorii. Numele francez de violette de la chandaleur se referă la Candlemas, în timp ce un nume italian , fiore della purificazione , se referă la purificare. Numele german de Schneeglöckchen (clopote de zăpadă) invocă simbolul clopotelor. 
În limbajul florilor , ghiocelul este sinonim cu „ speranța ” (și cu revenirea zeiței Persefone / Proserpinei din Hades ), deoarece înflorește la începutul primăverii , chiar înainte de echinocțiul de primăvară și, prin urmare, este văzut ca „ vestind ' noua primăvară și noul an.
În vremuri mai recente, ghiocelul a fost adoptat ca simbol al durerii și al speranței în urma masacrului de la Dunblane din Scoția și și-a împrumutat numele campaniei ulterioare de restricționare a deținerii legale a armelor de mână în Marea Britanie. 

## Galerie

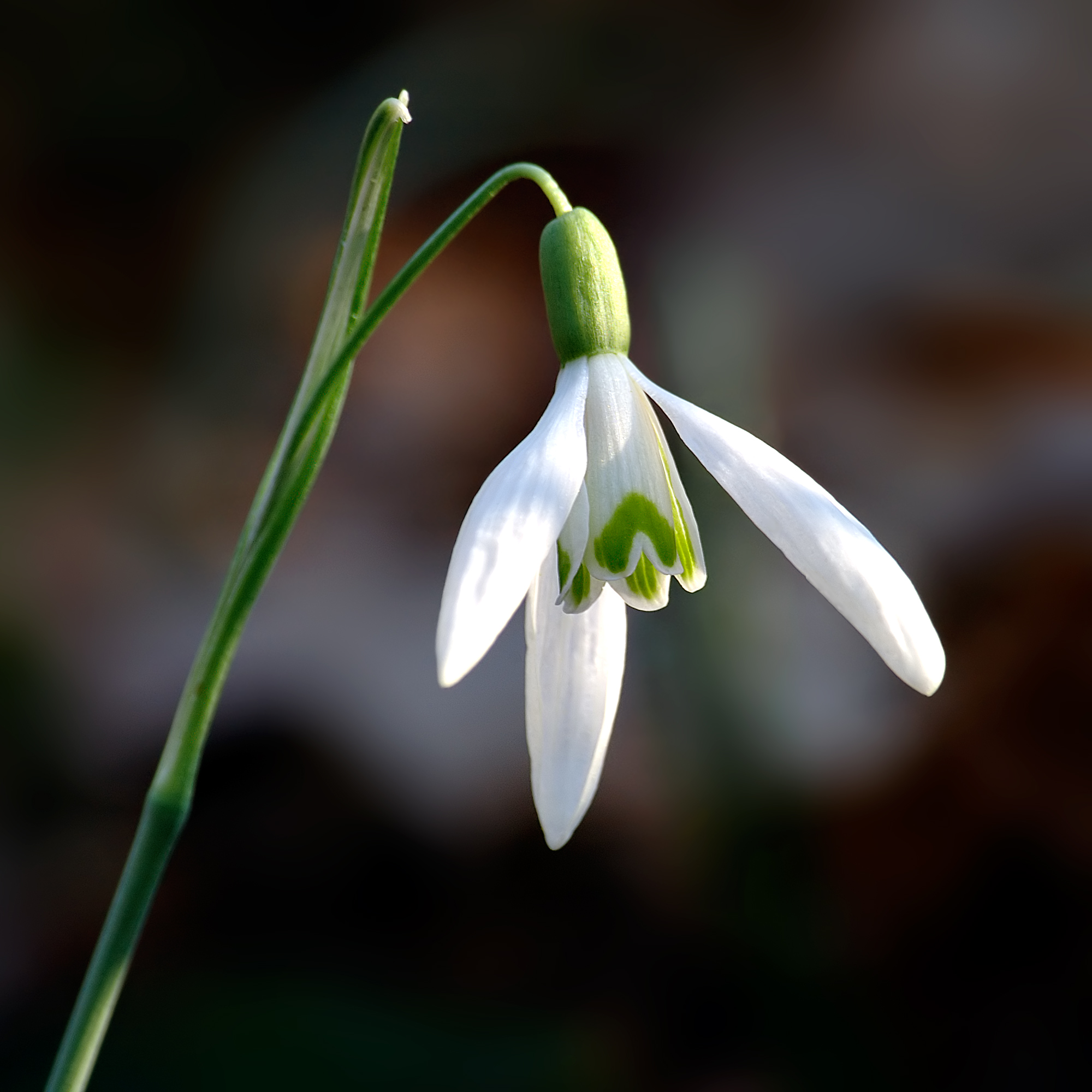
Ghiocel comun
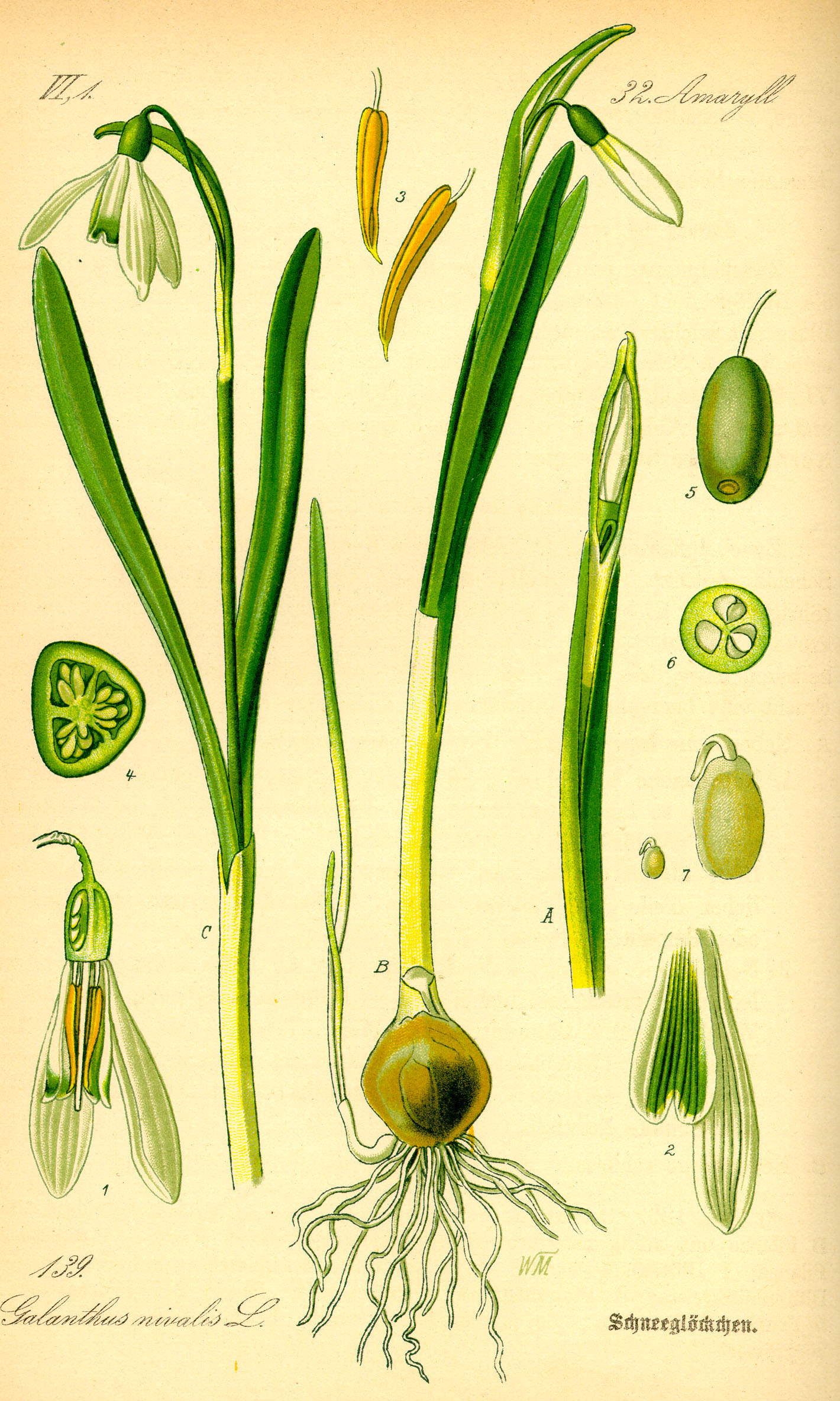
Ilustrație a ghiocelului comun din Thomé
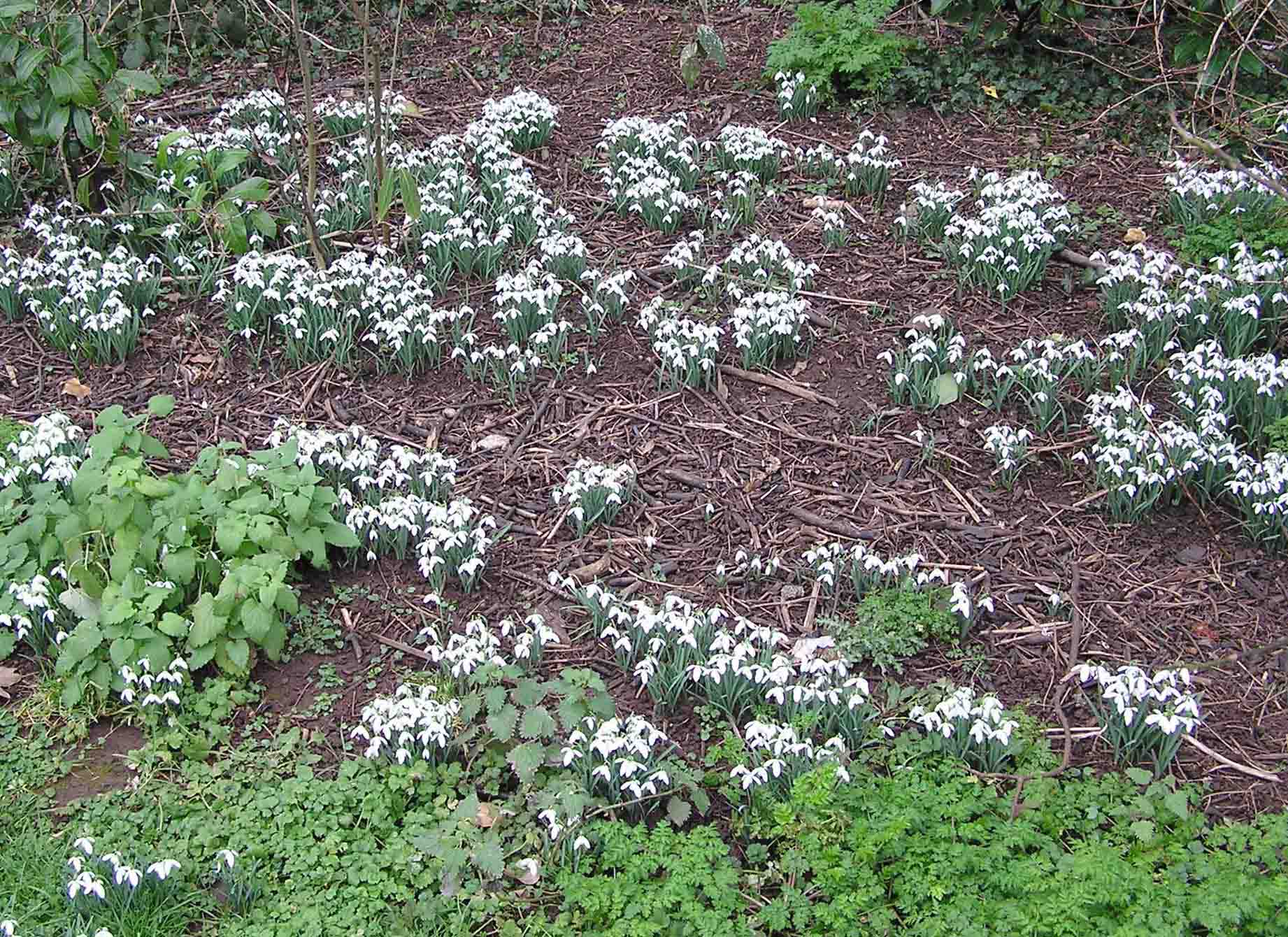
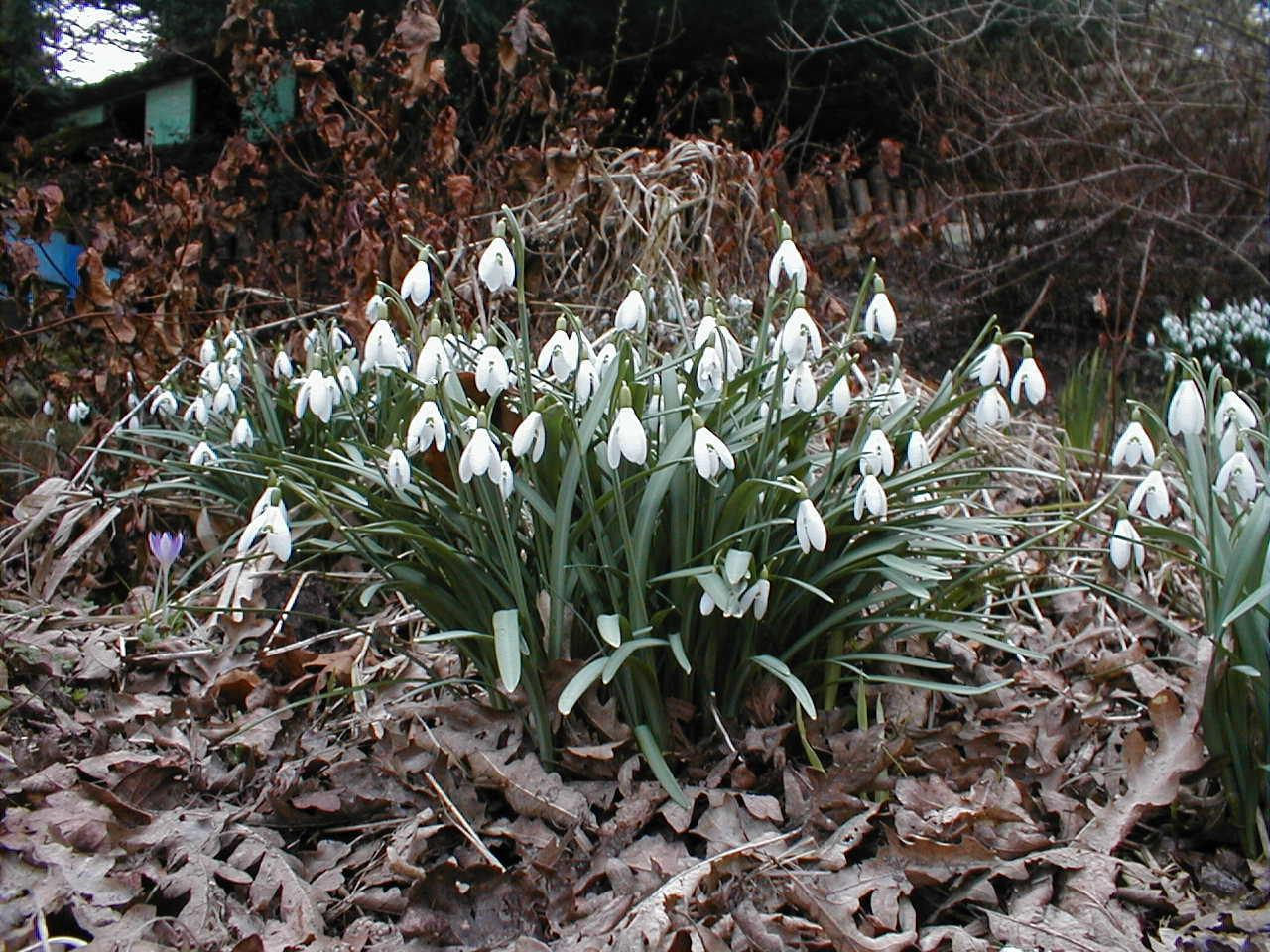
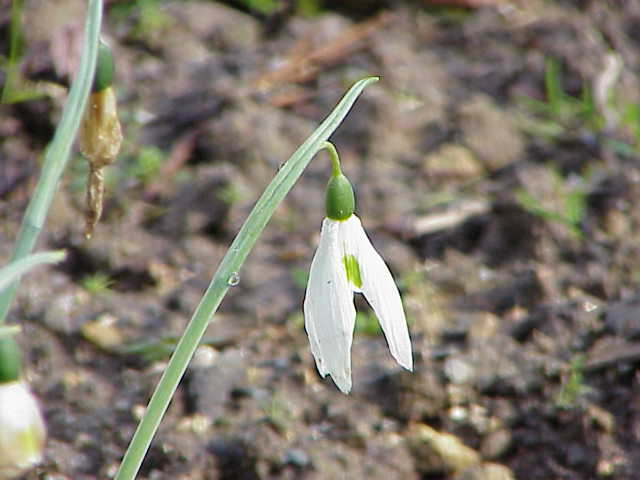
Galanthus elwesii
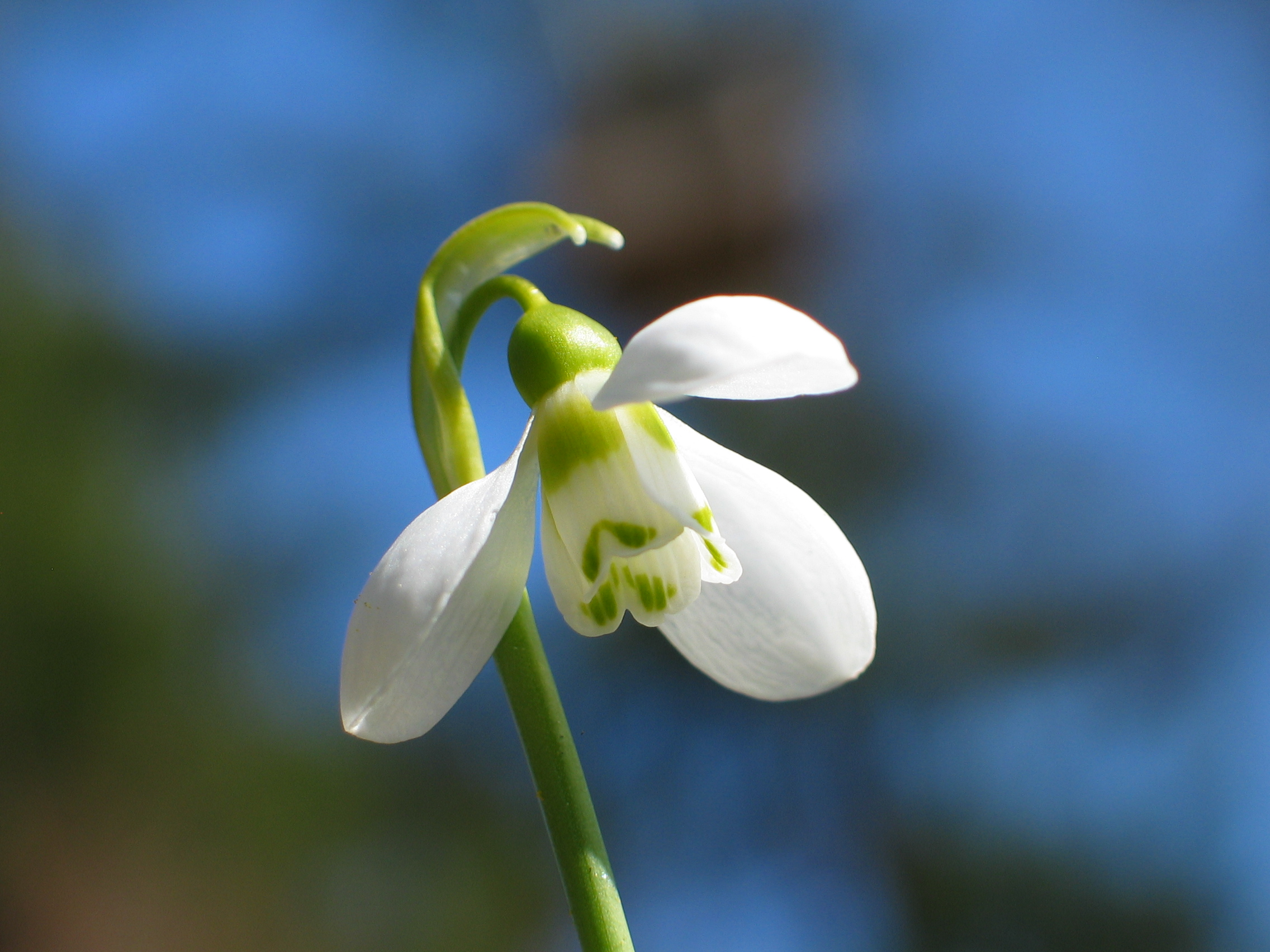
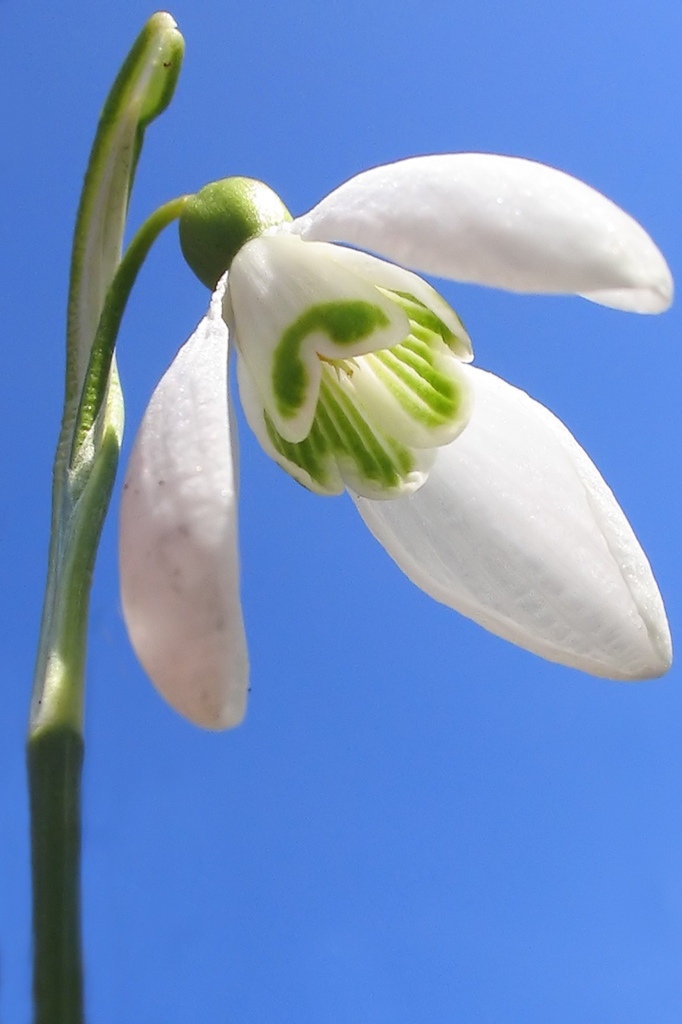
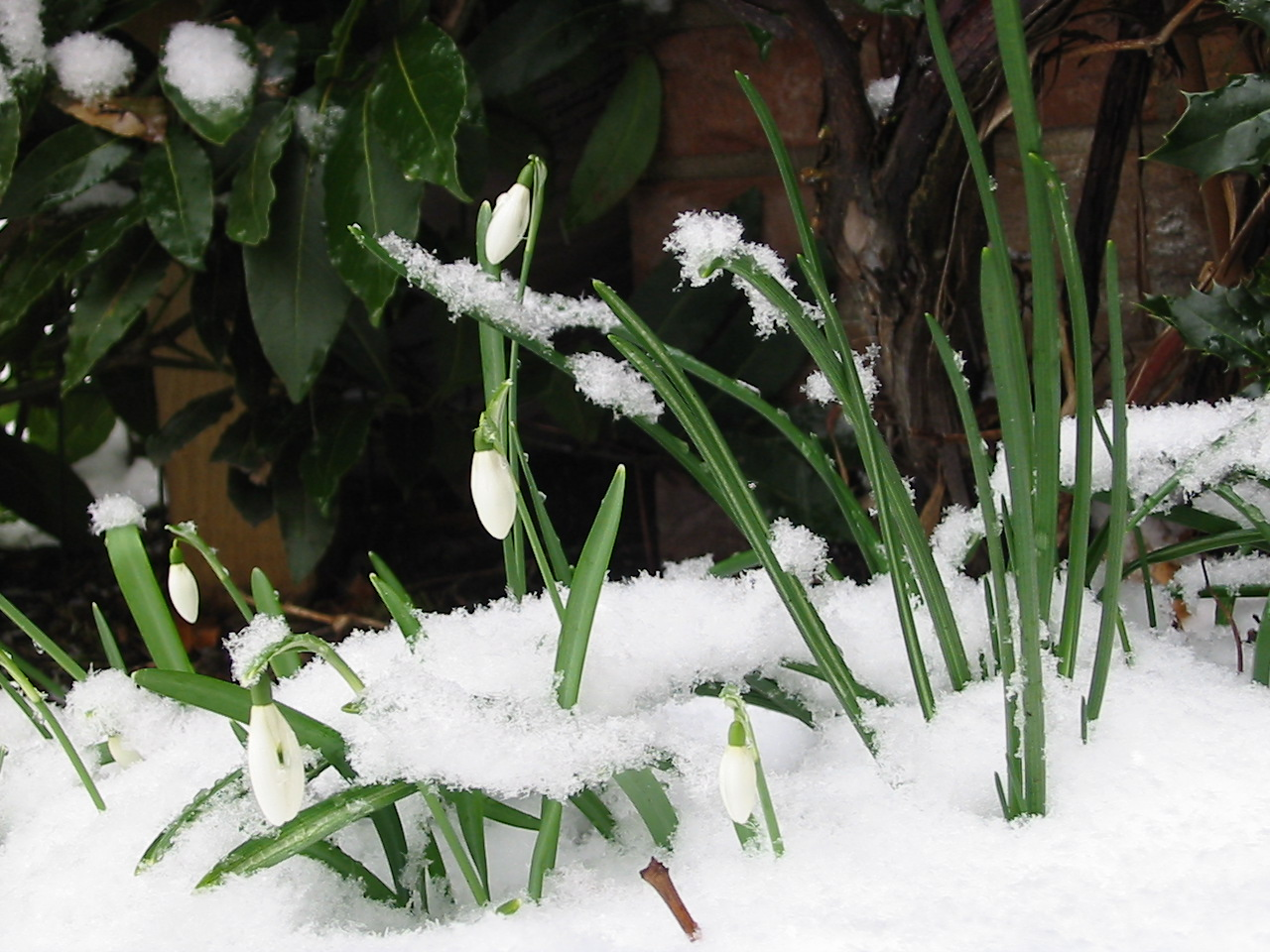
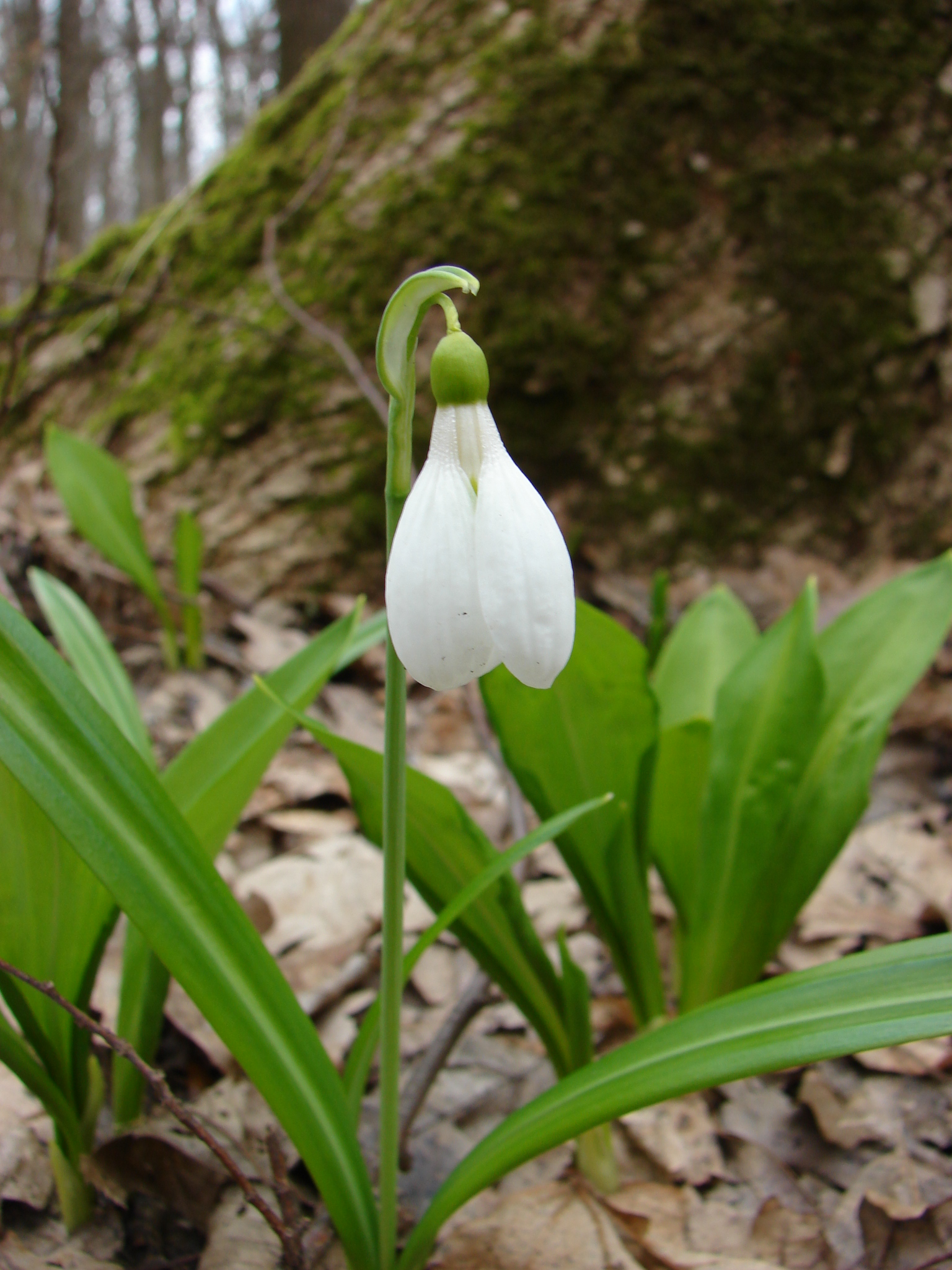
Galanthus plicatus
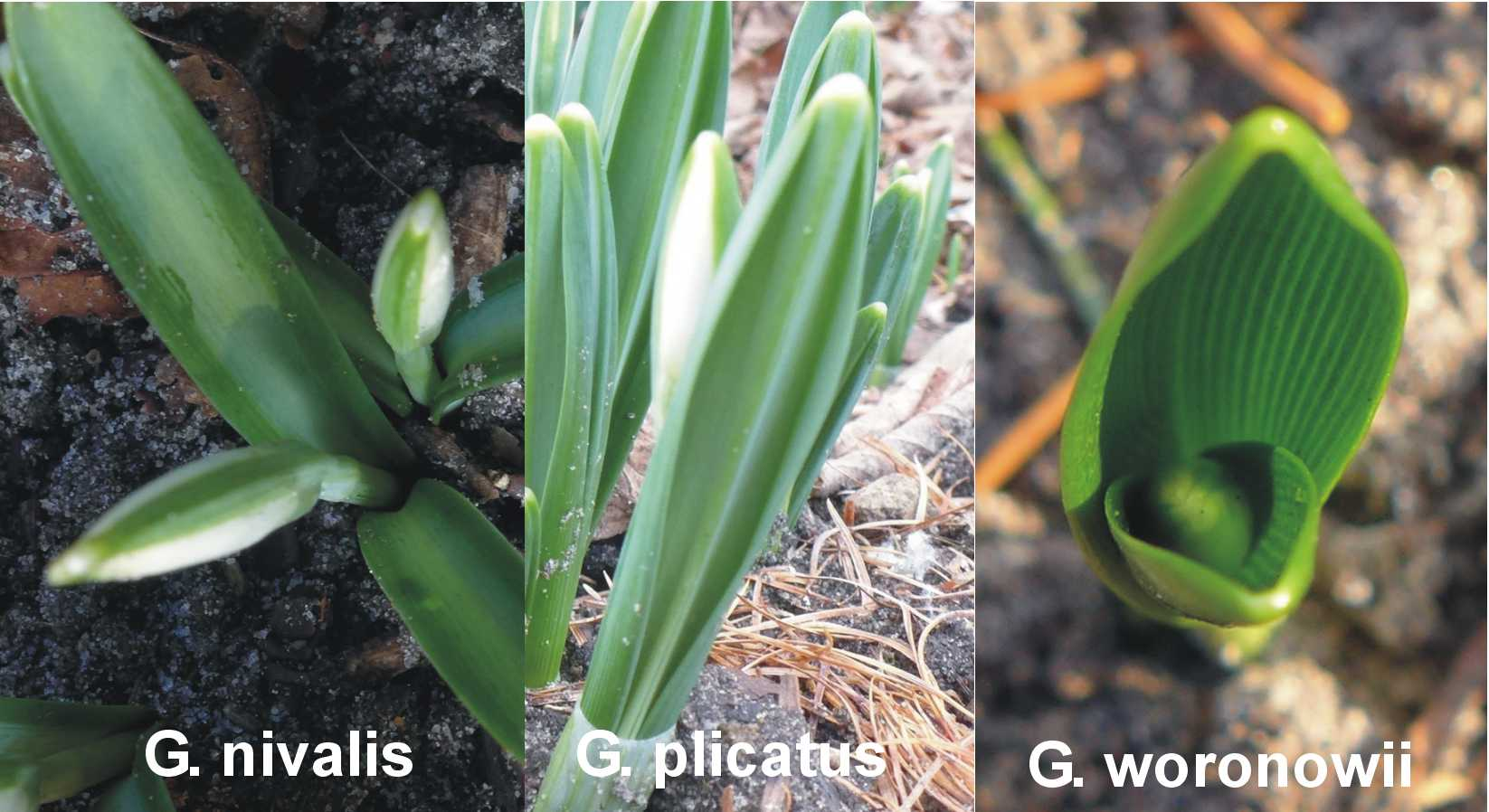
Cele trei forme diferite de lăstari de frunze din ceapă: plat (applanate), pliate (explicative) curlate (convolut)